# لوكا بابيتش
لوكا بابيتش (بالكرواتية: Luka Babić)‏ مواليد 29 سبتمبر 1991 في كرواتيا، هو لاعب كرة سلة كرواتي. بدأ مسيرته الاحترافية في سنة 2008. يلعب مع نادي سيدفيتا لكرة السلة. يحمل الرقم 9. يبلغ طوله 6 قدم 7 بوصة (2.0 م). مثّل منتخب بلاده. شارك في دورة الألعاب الأولمبية الصيفية سنة 2016. لعب مع نادي سبليت لكرة السلة ونادي سيدفيتا لكرة السلة.

## سجل المنافسة
شارك في المنافسات التالية:
- كأس العالم لكرة السلة 2014
- الألعاب الأولمبية الصيفية 2016

## روابط خارجية
- لوكا بابيتش على موقع الاتحاد الدولي لكرة السلة (الإنجليزية)
- لوكا بابيتش على موقع الدوري الأوروبي لكرة السلة (الإنجليزية)
- لوكا بابيتش على موقع كرة السلة الأوروبية.كوم (الإنجليزية)
- لوكا بابيتش على موقع DraftExpress.com (الإنجليزية)
- لوكا بابيتش على موقع ريلجم (الإنجليزية)
- لوكا بابيتش على موقع بروبوليرز (الإنجليزية)
- لوكا بابيتش على موقع سبورتس رفرنس (الإنجليزية)
- لوكا بابيتش على موقع أوليمبيديا (الإنجليزية)